# Morte na cultura popular galega

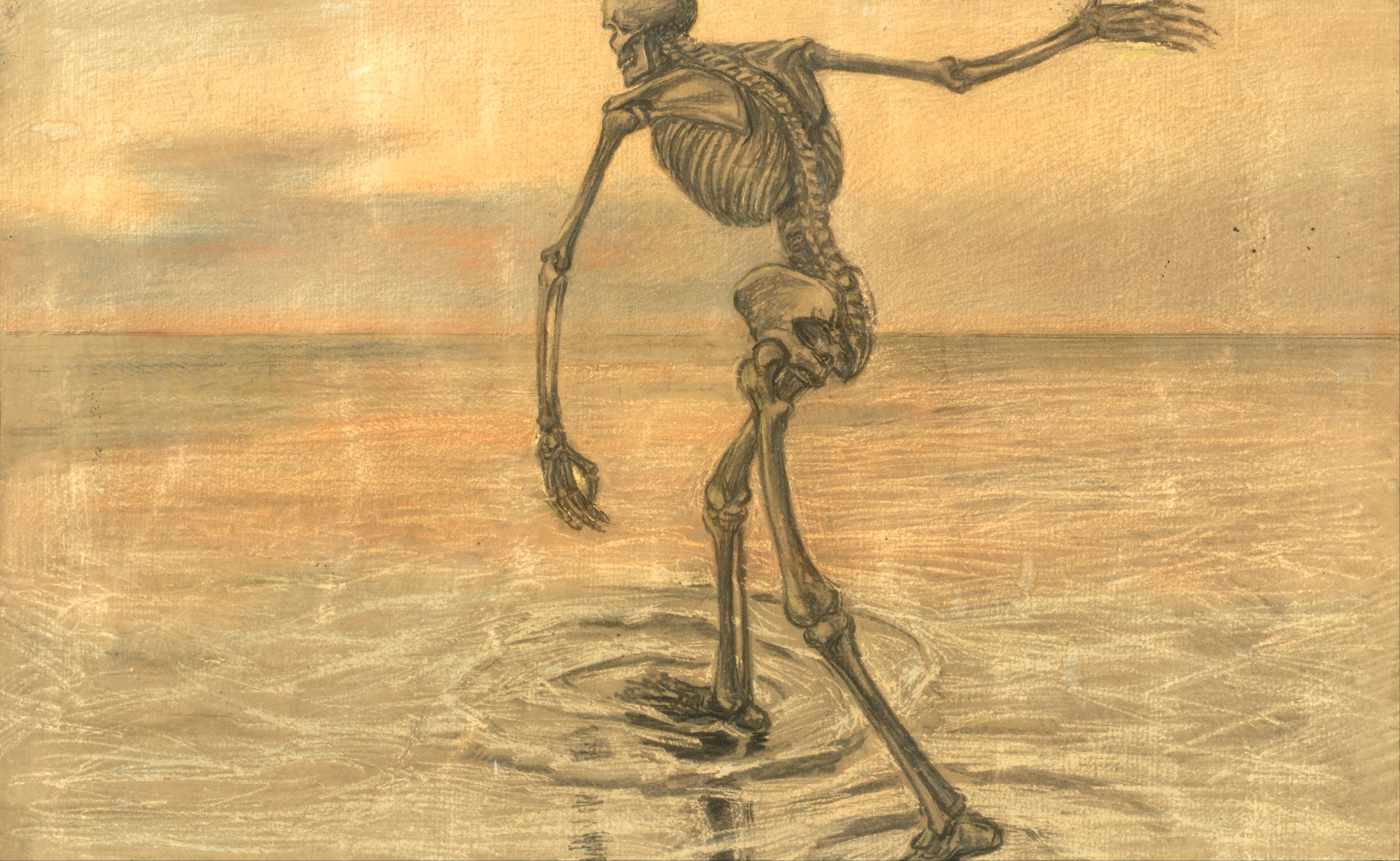
Morte, desenho de Teodors Ūders (1914)

As diferentes atitudes face à morte respondem, tal como em outros momentos transcendentais da vida, às diversas escolhas religiosas e filosóficas de cada pessoa, mas também ao contexto social em que se vive. A Galiza rural, até recentemente claramente diferente da Galiza urbana, assentava-se numa estrutura coesa do grupo social, neste caso o lugar ou a freguesia, com um sistema de colaboração e ajuda mútua firmemente estabelecido tanto na sua forma de compreender a vida como na sua maneira de enfrentar a morte. As tradições e práticas ritualizadas em torno do momento da morte de um próximo, tantas vezes detestadas como simples superstições, tinham um significativo valor afetivo e humano, e estavam destinadas a assumir esse momento, a aliviar a dor dos familiares e a fortalecer os laços, que unissem os membros da paróquia em torno do falecido e de sua família.

## Diferenças na concepção de morte em ambientes rurais e urbanos

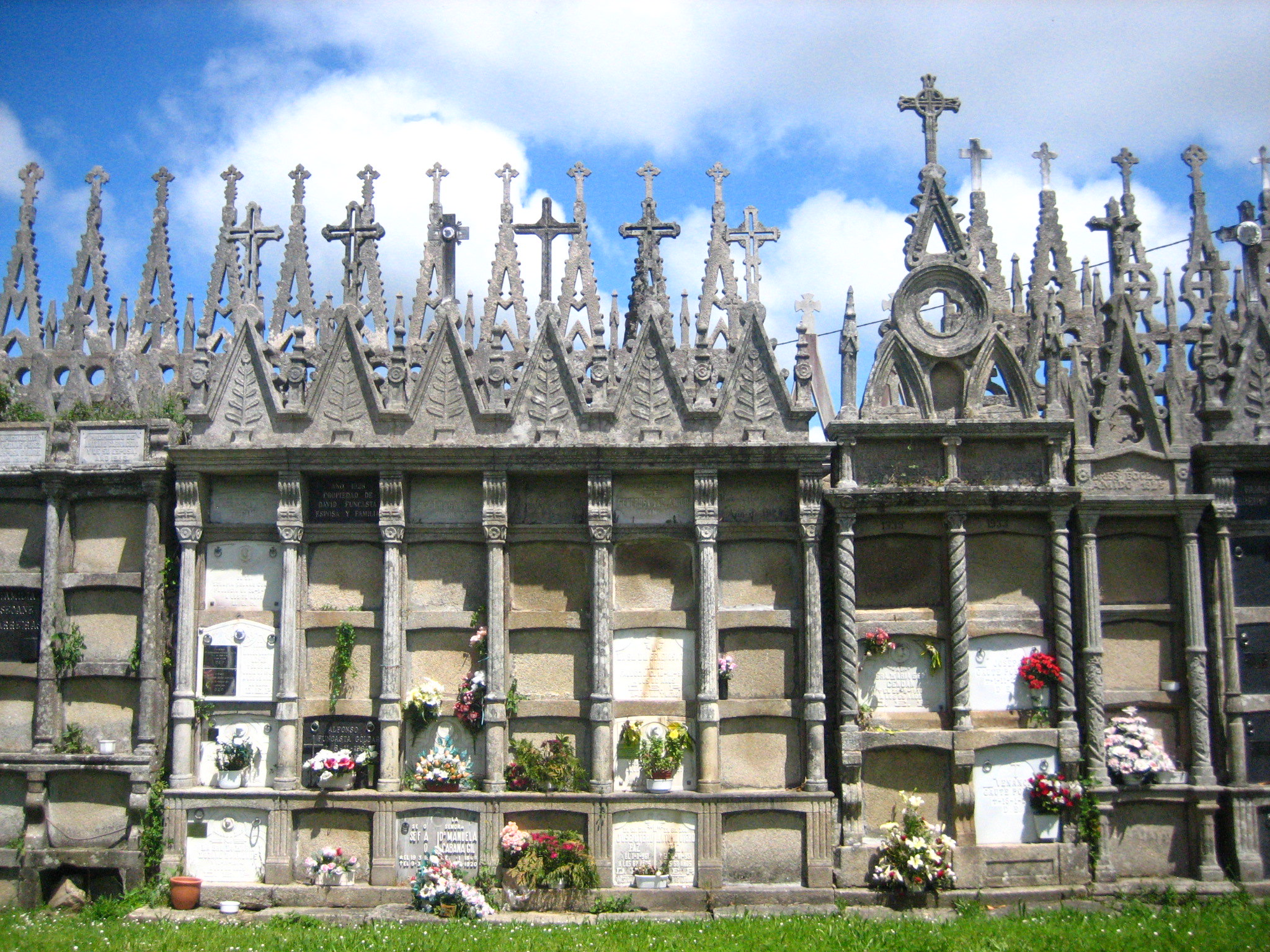
Cemitério de Goiriz, Vilalba (Lugo)

A morte pode ser se entender como a transição desta vida, material e corpórea, para outra vida, espiritual. Neste caso, seria mais uma fase da cadeia de vida que se inicia no nascimento, e talvez daí a consideração da morte como uma viagem . Também pode ser entendido como um final onde tudo termina definitivamente, um ponto final. Os antropólogos Vicente Risco e Marinho Ferro afirmam que na Galiza rural prevaleceu a primeira opção:
É claro que a morte nom é umha cousa boa, mas também nom é algo que se tema moito. “O fim – di a gente – morrer há que morrer”. O que se deseja é uma boa morte, com consciência e cô os sacramentos todos; o oposto é “morrer coma um cam”. Cando um enfermo recibiu todos, dim que já está “dispachadinho de todo” (RISCO (1962): 352)
O campesinho galego nega que a morte seja o fim. Crê que vivirá eternamente no Além e crê num trânsito ininterrupto, sem rupturas, entre esta vida e a outra (MARINHO FERRO:439).
Compreender a morte de um ponto de vista ou de outro responde, como já foi dito, a critérios principalmente religiosos ou filosóficos, mas, seja como for, explicará as grandes diferenças no tratamento social que se lhe dará a esse momento e na assimilação de suas consequências, tanto pelo sujeito que morre quanto pelo ambiente familiar e social que lhe sobrevive.
Na Galiza rural e tradicional, a morte esteve sempre presente, todos os dias, a que se esperava e a que se cumpria preparar. Sempre esteve rodeada por um complexo sistema de práticas ritualizadas que começaram a ser postas em prática desde momentos antes do falecimento até mais ou menos tempo depois de sua ocorrência. Estas práticas, algumas herdadas dos tempos da romanização ou anteriores, estão estabelecidas há séculos na memória colectiva, sendo assumidas e conhecidas por todos. Em última análise, e mesmo que seja sabido que isso acontece com todos nós ( No final, morrer é morrer ), no último momento da morte o protagonista está sozinho e com medo. A família também vivencia sensação semelhante, diante da iminência da ausência do ente querido e da perda de sua presença e proteção. Por tudo isso, a família e o grupo social a que pertencem prestam-se a ajudar no que podem e a partilhar a dor, e vêm a casa para mostrar essa solidariedade, esse apoio, esse conforto, numa despedida que quer mostram que os protagonistas heterossexuais não estão sozinhos.
Para uma melhor descrição dos costumes tradicionais que existiam na Galiza em torno da morte, convém diferenciá-los em diferentes momentos ou fases cronológicas que se seguirão:
- a morte anunciada : presságios de morte e preparação do moribundo e sua família.
- o passamento : momento em que ocorre a morte e apresentação do corpo.
- o velório : o grupo social vem se despedir do parente ou amigo, ao mesmo tempo que diz à família que não está sozinho.
- o enterro : a família e os amigos acompanham o morto até sua morada definitiva e lhe dão terras.
- a lembrança : a vida continua e quem se foi se firma na memória de quem fica.

## Morte anunciada
Uma das características mais específicas da diferente concepção de morte entre o meio rural e o urbano é a preferência do primeiro por uma morte lenta e anunciada, que permite uma certa preparação espiritual e poder deixar os últimos desejos resolvidos, em comparação com uma morte rápida e súbita, que é aspirada no segundo caso. Esta distinção dá origem aos conceitos de morte morta – que seria por morte natural – versus morte assassinada , porque uma boa morte é a melhor sorte  .
O campesinho galego resulta-lhe inquietante a morte imprevisível. É a morte repentina. Consideram boa morte aquela que dá tempo para receber o sacramento e faz dele um testamento que assegure a paz na família. Polo contra, temem a morte violenta ou por acidente que não lhes permita preparar-se (MARINHO FERRO:441).

### Agoiros da morte

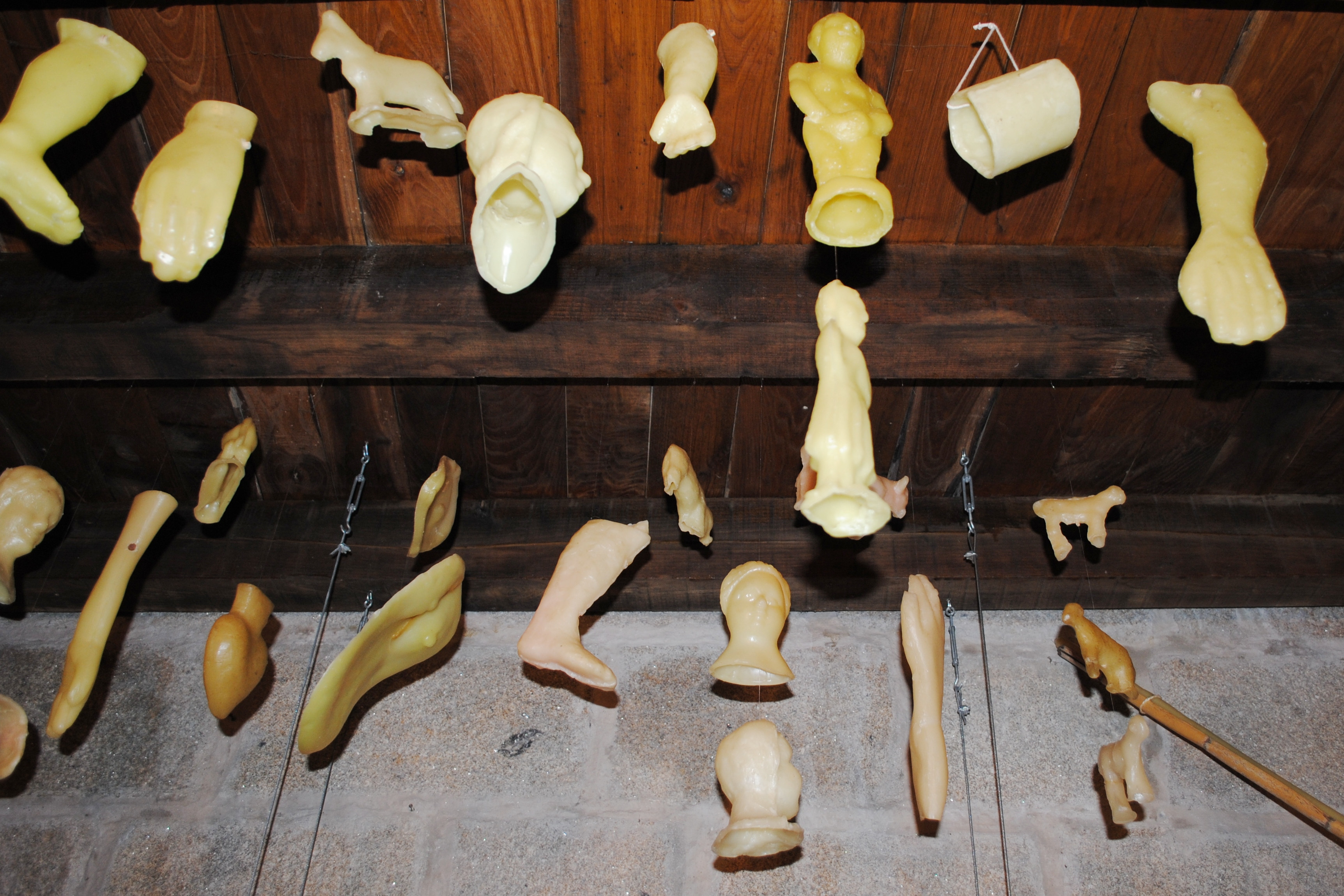
Ex-votos no castelo de Sobroso, Mondariz.

Em qualquer caso, crê-se firmemente que a morte sempre avisa, o que permite preparar-se para aquele momento e ajuda a diminuir a ansiedade da constante ameaça de morte. O truque é saber capturar os anúncios que nos envia. Esses avisos chegam de diversas formas: almas  ou espíritos que se aproximam da pessoa que vai morrer ou de alguém próximo (o caso mais conhecido seria o da Santa Companhia ); a própria morte que vem avisar o futuro falecido, antes de vir procurá-lo definitivamente; ou através de outros sinais emitidos, geralmente por animais diferentes. Outros acontecimentos inexplicáveis também são interpretados desta forma, como o toque de um sino sem que ninguém o toque, a coincidência dos sinos de duas freguesias, o apagamento de uma vela num funeral ou o cheiro de cera ou óleo numa encruzilhada ou no interior uma casa. Derramar sal na mesa só pode ser considerado um presságio de azar ou até de um infortúnio maior  , bem como ouvir batidas na porta ou janela (que são explicadas como espíritos que vêm bater na porta para entrar na casa) . Por fim, acredita-se que as almas dos familiares que emigraram ou que vivem longe podem vir fazer-nos uma última visita de despedida logo no momento da sua morte.
Porque a miña vida cóntase por días ou cicais por horas. Non tardarei en comer terra. Avisoume a Morte, ¿sabendes? Ela mesma. Cando chegamos cabo da eirexa, ollei un corvo e mais unha pomba, e aquilo non me gostou. Entón o pantasma mirou para min e a lúa bateulle na cara. ¡Éravos a Morte! E faloume desta maneira: "Eu son o que che vai poñe-lo sangue frío como unha pedra; esa pomba é a túa vida e ese corvo é o teu namoramento serodio. Prepárate porque un día destes irei a buscarche" (CASTELAO: Os vellos non deben de namorarse, 535).
A capacidade de perceber tais avisos não é comum e acredita-se que algumas pessoas sejam mais propensas que outras. São os vedoiros , que conseguem ver o sepultamento como ele ocorrerá, reconhecendo tanto o morto como quem o acompanha.
Entre os animais que pressagiam infortúnio, os anúncios de morte mais reconhecidos são  :

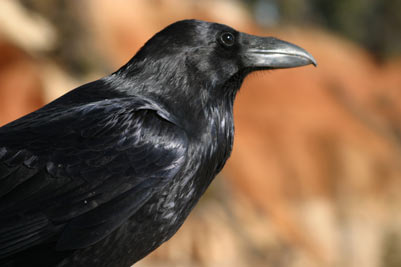
Um corvo, agoiro de morte

- Ver um corvo na estrada ou perto de casa, porque é preto , porque come carne e pelo seu grito agudo e característico. É por isso que, ao vê-lo, você tem que dizer: "Corvo agoireiro, vaite lixeiro, que nesta porta non hai carne morta ”  .
- O canto da coruja , da coruja ou de outras aves de rapina noturnas. O canto triste desses pássaros imita gemidos e choro. A coruja prevê morte iminente quando se trata de cantar acima da casa de alguém ou em árvores próximas  .
- A galinha que canta como o galo. Acredita-se que as galinhas velhas cantam como um galo, de modo que tal fato, característico da velhice, agora traz a morte. Para espantar o presságio é preciso dizer: Passa, má cousa, passa,/ Sam Xuám bendiga nossa casa/ cumha palanca/ por riba da casa. Outras informações vão mais longe e aconselham que quando isso acontecer, a galinha deve ser morta imediatamente e, desta forma, cairá sobre ela a desgraça que prenunciava. Rivas Quintas acrescenta que, ao mesmo tempo que lhe torce o pescoço, devemos dizer-lhe: Morte pela morte, a sorte cai sobre ti  .
- Os uivos dos cães ou das raposas , porque lembram os gritos prolongados da família durante o velório e o funeral. Se você ouvir uma raposa uivando à noite, você sabe que a morte de um vizinho está próxima. Outra informação é mais sutil: ver uma raposa jejuando é sinal de bom presságio, mas se for uma raposa é sinal de infortúnio iminente.

Cando aínda estaba quente a derradeira badalada das doce horas no campanario da eirexa, ouvearon os cans ventando a morte (CASTELAO: Un ollo de vidro, 55).
- A presença de borboletas noturnas , brancas (algumas fontes dizem pretas), voando ao redor de uma pessoa ou da luz da casa. Muitos acreditam que essas borboletas são as próprias almas.

Em Arcos de Furcos (Cúntis, Pontevedra), crê-se que quando morre um padre nascido na freguesia, morrerão outros doze residentes antes de completar um ano .

### Ofrecidos
Quando alguém sofria de uma doença prolongada que os médicos não conseguiam curar, de modo que se via que consumia aos poucos e sem remédio, seus familiares o ofereciam a um santo , o Nazareno ou a Virgem . Esta oferta consistia no compromisso de realizar algum tipo de sacrifício, ritual ou peregrinação como expressão pública de gratidão à intervenção divina caso a cura fosse alcançada. Neste sentido, as procissões dos mortais que se celebram na Pobra do Caramiñal (A Coruña) no terceiro domingo de Setembro por ocasião do Nazareno, ou em Ribarteme (As Neves, Pontevedra)  , por ocasião de Santa Marta (em 29 de julho ). Nestas procissões, os ofertantes, quem fez a oferta ou ambos usavam hábitos religiosos ou acompanhavam um caixão com a imagem do santo, que simbolizava o que lhe tinham preparado.
Agora atopámonos a carón de Pedriño, que salvou da morte por verdadeiro miragre. Máis de dous meses estivo no leito, sen dar azo de si, a pique de que se lle desvencellase a ialma. A tía Ádega ofereceuno a Santa Comba, i entón Pedriño abriu os ollos e dixo: "Miña tía, déame auga". [...] Desque pasou tempo de abondo para que Pedriño volvese ó seu ser, a vella determiñou cumpli-la promesa feita, con toda solenidade. O rapaz iría vestido de San Xosé, co mesmo hábito con que a tía pensaba adobialo para descer á cova. [...] Abreuse a porta da casa e saíu primeiro un ataúde branco con guirindolas de frores. Dispois asomou Pedriño co hábito verde [...], na man o varal frorecido do santo. A tía Ádega viña detrás, a chorar, levando unha vela rizada (CASTELAO: Os dous de sempre, 295-296)..

### Preparaçom familiar
Diante da iminência do momento da morte, já perdida toda a esperança, a família passa a preparar o moribundo para enfrentar o falecimento, ao mesmo tempo em que se prepara para a nova situação em que se encontrará a partir daquele momento. Parentes e vizinhos começam a se mobilizar para ajudar e comunicar o ocorrido. Alguns avisam o abade da paróquia para vir entregar-lhe o Viatico . Outros avisam o restante dos vizinhos e parentes que moram longe. Outros começam a preparar a casa para receber a visita dos vizinhos.

### Preparaçom do moribundo

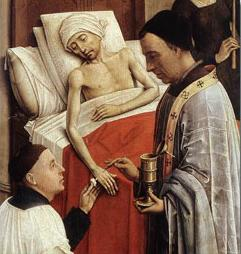
O moribundo recebendo a Extrema Unção (Roger van der Weyden: Os sete sacramentos (1445))

Para ajudar o moribundo a "morrer bem", colocam-lhe cousas santas sobre ele ou ao lado dele: crucifixos, gravuras, escapulários, círios acendidos (com especial preferência aquelas que foram abençoadas no Joves Santo ou no dia das Candeas) e roupas religiosas. Costuma-se recorrer à cobertura com um hábito de São Francisco, se o falecido for homem, ou com um manto da Virxe, se for mulher. O sacerdote leva-lhe o viático (etimologicamente, as provisões dadas a alguém para a sua viagem) e dá-lhe a Extrema Unção.
Em Moraña (Pontevedra) acredita-se que quando a agonia se prolonga é porque o moribundo tem uma dívida pendente com alguém. Sabe-se porque quando essa pessoa chega ao seu lado, a morte ocorre logo em seguida, o que é explicado como se ele estivesse esperando que ele o perdoasse antes de morrer  .

## O passamento
A hora exata da morte só poderia ser determinada por métodos empíricos. A presença do médico era absolutamente rara, pelo que não se podia contar com os meios técnicos necessários para sustentar essa opinião. Além de observar a falta de movimento, a ausência de respiração, a frieza que se ia estabelecendo, o mais comum era confirmar colocando um espelho, um cristal ou a lâmina de uma faca próximo à boca; outras vezes, uma vela:
O dependente sacou da faltriqueira un espello pequeniño, púxollo diante da boca e, vendo que non embazaba co alento, declarounos que o vello gaucho xa non era do noso mundo (CASTELAO: Retrincos, 214).
Confirmado o óbito, o corpo começou a ser preparado para sua apresentação no velório e posterior sepultamento.

### A Mortalha
O primeiro cuidado que se deve ter com o falecido é fechar os olhos, pois crê-se que se permanecerem abertos, chamam outro membro da família para acompanhá-lo na viagem ao outro mundo. A boca também deve ser fechada, amarrando o queixo com uma fita ou pano, branco em alguns lugares, preto em outros. Uma vez rígido o cadáver, o pano pode ser retirado, operação chamada desempanicar .
A preparação do cadáver começava com a lavagem do corpo (no caso dos homens, raspavam-no) como se o preparasse para uma longa viagem ou uma visita importante. Também cobriam todos os orifícios do corpo, com linho ou algodão , com o qual se pretendia fechar qualquer caminho que pudesse permitir o retorno da alma ao corpo, ou a entrada do Mal .  Então ele começou a vesti-lo com a mortalha. Para tanto, utilizavam-se as melhores roupas que o falecido possuía, ora o terno com que se casaram, em outros casos um hábito de Sam Francisco ou da Virxe, ou, se fosse de família pobre, embrulhado em um pano branco. É citado o caso de ir vestido com um terno novo, feito com antecedência e guardado especialmente para esta ocasião. Em Castro Caldelas , foram os homens que mataram as mulheres, e estes os homens.
Morrín antre cobertores como morren acotío os bos homes, e ben afeitado e ben peiteado e co meu traxe dos días de festa fun para debaixo dos terróns (CASTELAO: Un ollo de vidro, 42).
Antonte leváronlle o viático ó vello e onte morreu. A compañeira dos seus días visteuno, afeitouno e púxolle as mans en cruz (CASTELAO: Cousas, 105).
Sobre o cadáver foram colocados uma tesoura, um pedaço de aço, um prato com sal e um pente. Com estes objetos procurava -se diminuir a gangrena , para que o corpo não inchasse e protegesse-o do demônio . O pente parece vir de um antigo costume de guardar alguns fios de cabelo dos mortos e colocá-los nas frestas das paredes, como forma de ajudar as almas a se orientarem melhor quando retornarem. Nos Ancares , também lhe colocaram uma foice. Em Monfero , todos os relógios da casa pararam.

### Preparaçom da casa
A casa também teve que ser preparada, principalmente o cômodo onde o corpo ficará exposto: geralmente o quarto, em outros casos o maior cômodo da casa.  Quando ficou exposto dentro da caixa, foi colocado no chão, sobre um pano preto.

O corpo foi colocado na cama – outras vezes sobre uma mesa – com as mãos cruzadas sobre o peito; em Loureses (Aguís, Os Blancos, Ourense) amarravam o braço direito à perna esquerda e o braço esquerdo à perna direita, acreditando que esta postura de braços cruzados protegia os mortos do demónio. Ao lado do corpo, um caldeirão com água benta e um ramo de louro . Também era usado jogar sal no chão da sala para escoar o demônio e abrir uma janela para que a alma tivesse para onde sair e não lhe desse a oportunidade de entrar no corpo de um dos presentes, fazendo com que ele parece que ele está morto .
Lá estava ele, rígido na cama que havia sido o salão nupcial por um tempo. Dentro do traje (de festa rigorosa) em que o colocaram, sua magreza se acentuava com um aspecto macabro. As paredes da pequena sala, cobertas de panos pretos, emprestavam matizes severos ao quadro que preenchia as figuras de algumas jovens que, ajoelhadas, descascavam as contas de um rosário para o repouso da sua alma...

Manuel Ponte: "Velatorio de aldea", em Alma Gallega 1927, px. 32-33.
Na casa onde há um cadáver, nenhuma criança pode dormir quando o corpo é movido de um cômodo para outro, pois poderia pegá-la morta .

### O anúncio à comunidade

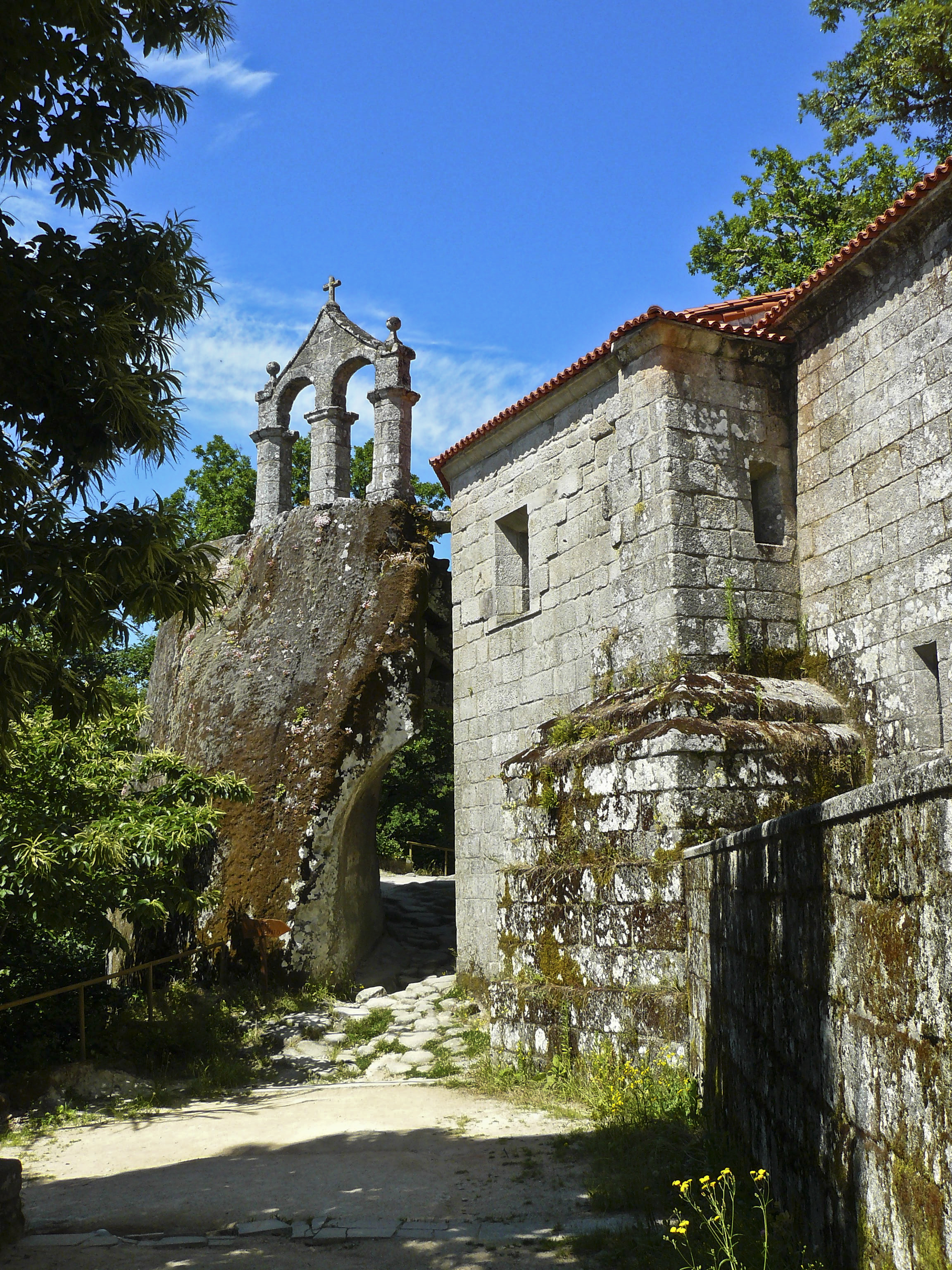
Espadana de Sam Pedro de Rocas, Esgos (Ourense)

Enquanto uns fazem todas estas tarefas, outros ficam encarregados de comunicar o falecimento a todos os moradores da freguesia. Esta comunicação pode ser pessoal, de porta em porta ou através do toque dos sinos das igrejas. Nas aldeias, a notícia do falecimento baseia-se também nos obituários colocados em locais habituais (e, atualmente, na imprensa e na rádio). Quando os sinos tocavam pelos mortos , o número e o ritmo dos sinos - variáveis em cada freguesia - informavam o sexo e a idade do falecido: três toques seguidos, com pausa, anunciavam a morte de um homem; dois, o de uma mulher.
Ainda há mais na paisagem, porque estão a tocar os mortos na torre sineira da eirexa e o som é tão amargo como se tocassem o sino com a mesma cabeça dos mortos e não conseguimos adivinhar qual a casa do local está na desgraça porque todos, todos estão tristes (CASTELAO: Coisas , 65).

## O velório
Aos poucos, numa corrente humana incessante, parentes, amigos e vizinhos vão se reunindo em casa para mandá-lo embora morto, colocado na cama ou já na caixa, e acompanhar a família durante toda a noite. Após se identificarem e se descobrirem, passaram os primeiros momentos de silêncio e luto, com diversos sinais de elogio e agradecimento ao falecido. As mulheres permaneceram rezando intermináveis terços interrompidos pelo choro e os homens retiraram-se para outro quarto. Logo mudaram o tema da conversa, tornando-a mais leve e variada, numa tentativa inconsciente de amenizar sua dor e anestesiar sua ansiedade diante da morte, para acabar falando sobre o tempo, o trabalho no campo ou qualquer coisa, mesmo com momentos de relaxamento e algumas risadas mais ou menos escondidas.
Lá embaixo, o cenário era bem diferente. Reunidos em torno da lareira da família estavam cerca de dez ou doze camponeses, a maioria idosos, que, depois de dedicarem algumas palavras de elogio ao falecido, conversavam agora sobre feiras e colheitas em conversa animada, apoiados por dois netos de cana que podiam ser vistos em uma jarra barriguda sobre o cocho

Manuel Ponte: "Velatorio de aldea", em Alma Gallega 1927, px. 32-33.
Não era incomum que depois de algumas horas do velório começassem a aparecer baralhos e taças de vinho ou conhaque , e até jogos diversos, comuns até a década de vinte do século XX, que passaram a incluir os mortos (jogos de peças de roupa , em que tinham que ir buscar algum pedaço ou sapato do morto, ou em que as meninas que perderam tinham que ir beijá-lo  ). Os jogos de cartas eram mais comuns.

### O Abelhom
Em 1884, Alfredo Brañas colecionou uma dança fúnebre da qual ele próprio participou em Vilanova de Arousa, denominada o abelhom. Consistia em caminhar ao redor da cama do falecido, todos de mãos dadas, imitando o zumbido de uma abelha. Acreditava-se que se algum dos participantes falasse ou interrompesse a dança por qualquer motivo, seria o primeiro dos presentes a morrer.
Collidos pola man os concurrentes
e fungando baixiño e entre os dentes
foron da morta á triste habitación
e voltando ó redor da defuntiña
o vello, a vella, o mozo e a mociña
fungaban como funga un abellón.
¡Probe daquel que dese algunha fala
Ou de bulir deixase pola fala!
¡Siñal era de morte non fungar
As honras do "abellón" son tan precisas
Como son para os cregos moitas misas
E o gando e o ligón para labrar
Foi sugerido que esta dança pode estar relacionada com a remoção de cadáveres da colméia pelas abelhas. Um precedente desta dança ritual pode ser encontrado nos tímpanos de algumas igrejas românicas , onde está representada a "dança da morte": um esqueleto toca um instrumento enquanto duas ou mais pessoas dançam à sua volta.

## O enterro
Chegando o dia seguinte, procedia-se o enterro. O corpo era retirado de casa sobre os ombros de parentes do sexo masculino, dentro da caixa, que podia ser deixada aberta ou, geralmente, fechada. Eles sempre o tiravam com os pés na frente e saíam pela porta da frente. Quando o falecido era criança, a caixa era branca - como símbolo de pureza - e nela eram colocadas flores; quando adulta, ela era negra ou coberta com panos pretos.
Os mortos não iam para caixas abertas; isso seria assustador. Iam com a cabeça apoiada em almofadas penduradas nas bordas do nicho, e a tampa do nicho apoiada em cima das almofadas, mostrando as mãos cruzadas do falecido pela fenda triangular (CASTELAO: Prosas recuperadas , 417).

### A despedida

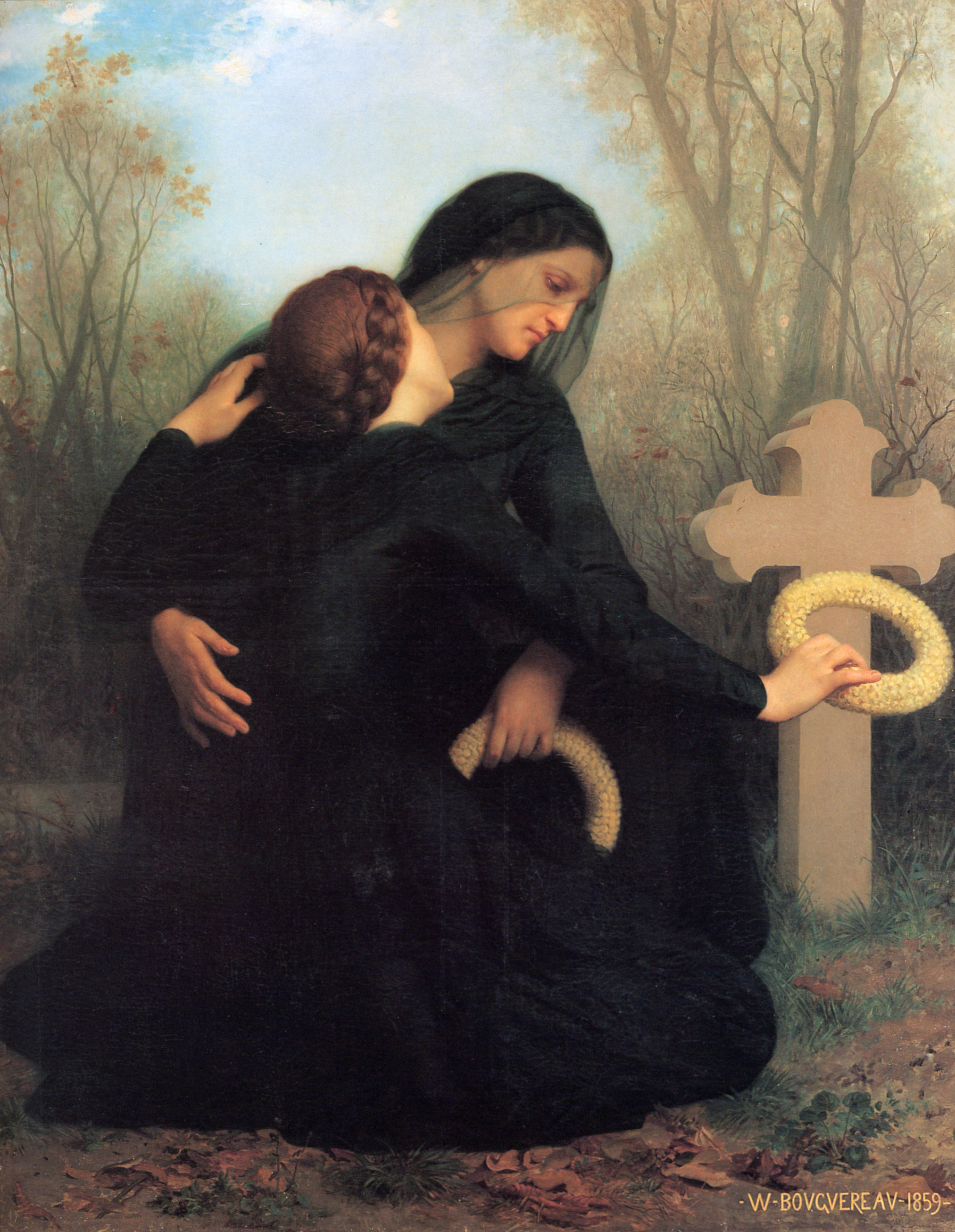
O dia da morte, William-Adolphe Bouguereau

Nesse momento, toda a tensão foi aliviada e a família e as mulheres presentes começaram a chorar despedindo-se do falecido e elogiando em voz alta as suas virtudes. Isso foi chamado de fazê-lo chorar . Normalmente, as mulheres da casa ficavam ali, depois de se despedirem do falecido pela porta ou pelas janelas.
Estamos no intre en que se celebra o enterro do boticario, e da rúa xurden marmurios de moita xente. Ábrense as fiestras e aparecen as catro irmáns do boticario, dúas en cada fiestra, a faceren o pranto (CASTELAO: Os vellos non deben de namorarse, 489).
Entraron catro homes e sacaron a caixa longa onde vai o morto. A vella saíu á porta e, coa voz amorosa dos días de mocedade, despideuse do seu compañeiro. '¡Deica logo, Eleuterio!' (CASTELAO: Cousas, 105)
Como antes, cuidou-se para que não houvesse criança ou gestante dormindo em casa no momento de levar a caixa ao cemitério,  e até evitaram estar presentes nesse horário. Além disso, quando o morto era o chefe da família, ele costumava tirar o gado dos tribunais porque se acreditava que o morto, dono do gado, poderia trazer dele o mal .  Outra crença relacionada ao gado é nunca usar a porta principal para colocar os porcos do mercado na feira , pois era por essa porta que os mortos eram retirados.

### O acompanhamento
A ordem da procissão foi a seguinte: primeiro um menino tocando uma campainha, depois o sacristão com a cruz da paróquia, seguido do caixão carregado por quatro homens, que eram trocados de tempos em tempos. Atrás ficava o sacerdote ou sacerdotes rezando os responsórios e, por fim, os familiares, amigos e vizinhos. Em Trasparga ( Guitiriz ), o gado pertencente aos mortos ia à frente do enterro.  No caminho para o cemitério,  as mulheres continuaram a chorar e a se despedir dos mortos. Havia mulheres que eram contratadas especificamente para isso, as carpideiras, criadeiras ou prangideiras . Paravam nos cruzeiros que estavam no caminho e colocavam a caixa no chão para o padre servir um responso, conforme solicitado pelos atendentes, jogando algumas moedas no balde de água benta.
Quando o morto era criança, havia música alegre. Quando era um rapaz ou uma moça solteiros, quem carregava a caixa diminuía o ritmo ao se aproximar da igreja, e dava três passos para frente e um ou dois para trás, numa tentativa significativa de prolongar sua permanência neste mundo  .

### O Enterramento

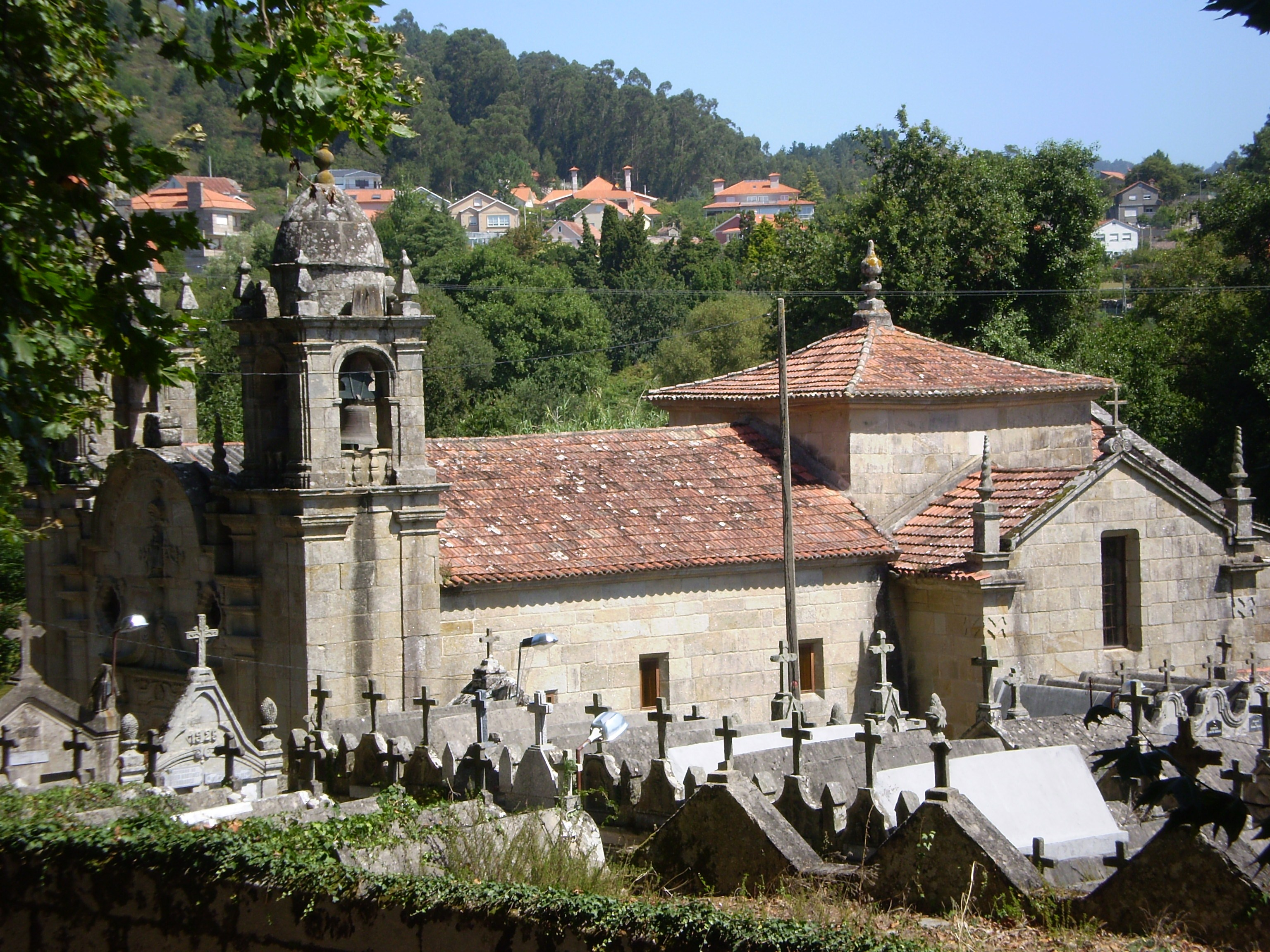
Igreja de Santa Maria de Darbo, Cangas do Morraço (Pontevedra)

O sepultamento ocorreu no pátio da igreja , "em sagrado". Desde a época romana era costume os cristãos enterrarem os seus mortos perto dos túmulos dos seus mártires, primeiro nas catacumbas e depois no interior das igrejas. Com o tempo, começaram a fazê-lo em torno destes até que no final do século XVIII esta prática foi proibida e foram criados cemitérios paroquiais ou municipais. No momento de baixar a caixa na caverna, os gritos e lamentações se repetiam, despedindo-se definitivamente do parente ou vizinho. Alguns jogaram montes de terra sobre a caixa depois de beijá-la.
Ó mesmo tempo que eles ibam chegando ó Campo Santo, inha chegando tamém o enterro, rompendo a marcha o estandarte negro e algo furado da parróquia, o crego e as mulheres que lhe faziam o pranto, turrando, turrando polos pelos como se fosen cousa alhea, berrando hastra enroucare e agarrando-se à tomba de tal maneira que nom deixaban andar ós que a levavam (Rosalia de Castro: Conto gallego)
Há evidências do propósito da Igreja Católica em acabar com este costume, desde os Concílios de Bracar e os primeiros de Compostela porque “ é algo que não agrada a Deus ”. Em 1740 , depois de ter sido informado pelo arcebispo de Compostela que nos enterros " todos os descendentes e devedores dos falecidos reúnem-se para lamentar a sua morte, mais pelo estilo e pela prática do que pela sua dor, que afectam com gritos excessivos e acções dissolutas, fazendo demonstrações de querer ser enterrado com o falecido, razão pela qual explodiram em expressões ridículas ", ordenou aos párocos que multassem quem se comportasse dessa maneira com quatro reais na primeira vez, com oito na segunda vez e, se fez de novo, para sair sem dar terras ao falecido até que as carpideiras se retirassem.
Acreditava-se que o pano mortuário sobre o qual eram colocados os cadáveres na igreja adquiria virtudes curativas para os enfermos, para os quais era realizado o chamado aventamento : o doente era deitado no chão e o pano era dobrado sobre ele, segurando-o ele entre quatro pessoas.

### O regresso
Após o sepultamento, os participantes voltavam para a casa do falecido, onde distribuíam um pão a cada um ( pam do defunto ) ou apenas aos filhos (o carolo ); em outras ocasiões, o pão era distribuído entre todos os pobres do local  . Mas muitas vezes organizava-se um verdadeiro banquete, semelhante ao celebrado nas festas, em que participavam todos os presentes ou apenas os familiares que, por viverem longe, ficavam para dormir em casa. Estas refeições fúnebres (das quais também se refere que eram celebradas ainda antes do sepultamento, estando o corpo ainda presente) eram realizadas na casa do falecido ou de um familiar próximo, raramente na taberna.
O defunto vai na igreja,
a mulher queda apanada,
vamos bebendo e comendo,
com chorar nom se fai nada.
Bernardo Barreiro compila esta descrição das enchentes que se celebravam no século XVI para celebrar o Dia dos Mortos :
Os notáveis da parróquia, no interior da capela, almoçavam e bebiam à vontade em altares convertidos em mesas para a ocasião. Os pobres, entrementes, preparavam castanhas no adro enquanto esperavam a generosidade dos principais .
Já de volta ao cemitério, cumpria tomar certas precauções para evitar o aire de morto (pt:ar do morto), como purificar as roupas que usavam passando-as sobre o lume (em Campo Lameiro ), ou também passar as crianças (em Isorna e Leiro , freguesias do Rianjo). Da mesma forma, às doze horas da noite, a casa é varrida doze vezes para remover possíveis vestígios de mortos.

## A memória
A família mantém contato com o finado por meio da oração . Como nunca se pode ter certeza de que ele foi para o céu, deve-se esperar que sua alma estará no purgatório sofrendo por algum pecado ou culpa cometida, por isso são necessárias orações e esmolas para avançar seu perdão definitivo. Eles também recebem orações por ajuda e conforto. Neste mesmo contexto nascem os petos de almas , onde os fiéis dão esmolas para pagar as missas pelas almas da paróquia.
Há certos momentos em que esta memória está mais presente: os cabodanos e o dia dos defuntos. Também no Nadal (pt: Natal) há uma lembrança especial pelas almas dos que morreram.

### O dia dos mortos
O Dia dos Mortos, 2 de novembro, dá nome ao próprio mês: mês morto ou mês dos mortos e é uma data muito significativa no calendário litúrgico galego . Os cemitérios (gl:camposantos) ficam lotados de parentes que vão arrumar a laje ou o nicho, trazer flores e rezar a seus pés. Velas ou lamparinas são colocadas na lareira da casa para as almas dos mortos.
Em Cambados, crê-se que no Dia de Finados não se deve ir ao mar para evitar apanhar mortos ou seus restos mortais na rede.

### O tiçom do Nadal
Na véspera e no dia de Natal (gl: Nadal), costuma-se pôr na mesa mais um serviço para as almas que viessem - de parentes falecidos ou de quaisquer outras que estivessem a caminho - ou a mesa ficava sem ser recolhida para que tivessem comida dentro de seu alcance. Limpava-se a lareira com especial cuidado para não deixar cair cinzas e foi deixada uma lenha no fogo para que se aquecessem.  Era o tiçom de Nadal ou lume novo , que então foi preservado como protetor contra raios; na zona de Tui , este mesmo costume era seguido no Dia de Defuntos.

### As almas que volvem doAlém

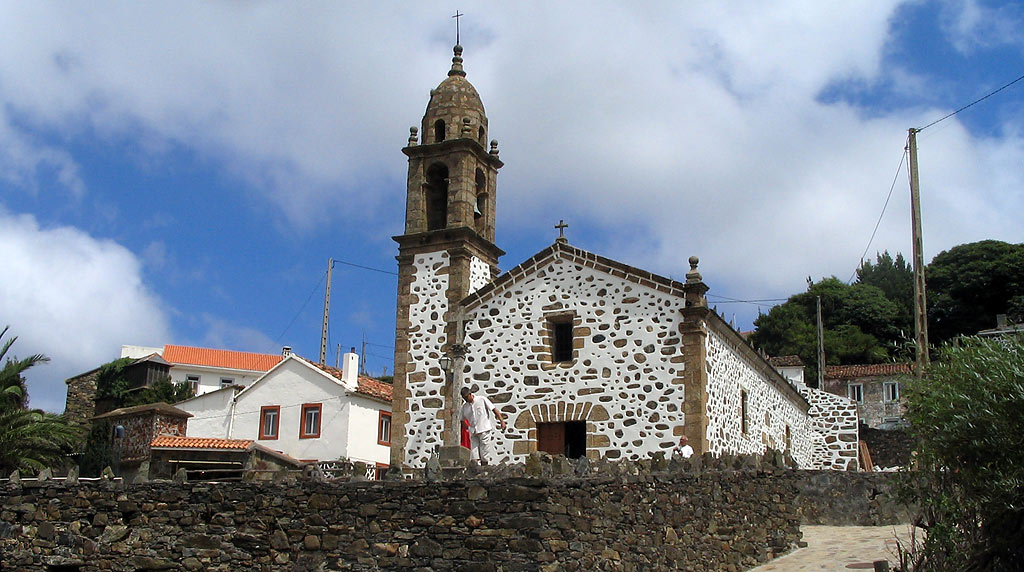
Santo André de Teixido

A imaginação popular não duvida de que as almas dos mortos que ainda têm algo a fazer ou alguma pena a expiar ainda estão presentes entre os vivos. Entre outras ações já foi mencionado que vieram avisar da morte de um vizinho, mas fazem mais. Há quem procure ajuda para reparar algum dano que causou em vida, ou que insista junto dos seus familiares para que cumpram as ordens que deixaram quando morreram.
Sabe-se também que quem não foi vivo a Santo André de Teixido terá de ir morto, e isso explica porque há almas que peregrinam ao mosteiro do santo, como tais almas ou reencarnadas em animais. No primeiro caso, são os familiares - geralmente dois - que acompanham a alma do falecido: antes do início da peregrinação, os familiares vão ao túmulo do falecido para convidar o espírito do morto para fazer a viagem com eles. No segundo caso, avisa-se que quem encontrar uma cobra ou um lagarto no caminho para o mosteiro não pode prejudicá-lo, pois se trata de uma alma em sua última peregrinação.